# Psechridae
Psechridae zijn een familie van spinnen. De familie telt 2 beschreven geslachten en 57 soorten.

## Geslachten
- Fecenia Simon, 1887
- Psechrus Thorell, 1878

## Taxonomie
Voor een overzicht van de geslachten en soorten behorende tot de familie zie de lijst van Psechridae.